# Amata pentospila
Amata pentospila là một loài bướm đêm thuộc phân họ Arctiinae, họ Erebidae.